# Blok 16
Le Blok 16 (en serbe cyrillique : Блок 16) est un quartier de Belgrade, la capitale de la Serbie. Il est situé dans la municipalité de Novi Beograd.
Le Blok 16 est située dans le quartier d'Ušće.

## Localisation
Le Blok 16 est situé sur la rive gauche de la Save. Il est entouré par les Bloks 13, 14, 15, 17, 20 et 21. De forme triangulaire, il est longé par le Bulevar Mihaila Pupina, qui prolonge le pont de Branko (au sud), par la rue d'Ušće (à l'ouest et au nord) et par le Bulevar Nikole Tesle (au nord et à l'est).

## Caractéristiques
Dans le Blok 16 se trouve la tour Ušće, l'un des édifices emblématiques de la ville de Belgrade. Construite en 1964, la tour en verre domine le confluent de la Save et du Danube ; elle a été réalisée d'après les plans de l'architecte Mihailo Janković.
Le Ušće Shopping Center se trouve au n° 4 du Bulevar Mihaila Pupina ; dans ce centre se trouvent notamment le cinéma Kolosej, et un restaurant McDonald's.

## Transports
Le Blok 16 est desservi par plusieurs lignes de bus de la société GSP Beograd, soit les lignes 15 (Zeleni venac - Zemun Novi grad), 16 (Karaburma II - Novi Beograd Pohorska), 71 (Zeleni venac – Bežanija), 72 (Zeleni venac – Aéroport Nicolas Tesla), 75 (Zeleni venac – Bežanijska kosa), 78 (Banjica II – Zemun Novi Grad), 83 (Crveni krst – Zemun Bačka) et 94 (Novi Beograd Blok 45 – Miljakovac I).